# ASML Berlin
ASML ist ein führender Zulieferer der Halbleiterindustrie, der Lithografiemaschinen für die Mikrochipproduktion herstellt. ASML ist ein multinationales Unternehmen mit Hauptsitz in Veldhoven (Niederlande) und Niederlassungen in ganz Europa, den USA und Asien. Die ASML Berlin GmbH ist ein strategischer Produktions-, Forschungs- und Entwicklungsstandort für die ASML Lithografiemaschinen. Dort werden Komponenten wie Wafertafeln, Clamps, Reticle Chucks und Mirrorblöcke entwickelt und gefertigt.

## Geschichte
1952 gründete Herbert Kubatz senior die Firma mit dem Namen Berliner Glas in Berlin. Sieben Jahre später gründete er das erste Tochterunternehmen mit gleichen Namen in Schwäbisch Hall. In dieser Zeit stellte das Unternehmen Diapositiv-Gläser und Objektträger in Serie her.
Im Laufe der 1960er Jahre wurde unter dem Oberbegriff Technische Gläser eine Glasbearbeitung aufgebaut. Nach den ersten einfachen Produkten wie Glas für Gas- und Wasserzähler sowie für Heizungsanlagen kamen Kunden mit höheren Anforderungen hinzu, darunter Hersteller von Fotokopierern. Neben den Fotokopierern wurden die technischen Gläser von Berliner Glas auch in Faxgeräten, Overheadprojektoren, LCD-Anzeigen für Uhren und anderen technischen Geräten eingesetzt. 1970 fand der Übergang zur Präzisionsoptik statt, wie Linsen, Prismen und Planflächen. 1965 trat Herbert Kubatz, der Sohn des gleichnamigen Gründers, in das Unternehmen ein.
Von 1990 bis 1999 stieg das Unternehmen in die Halbleiterindustrie ein und gründete Berliner Glas US in Williamsburg. In den darauffolgenden Jahren expandierte das Unternehmen: 2000 folgte die Übernahme der TEGLA Technische Glas Transformations GmbH & Co. KG, Syrgenstein-Landshausen, und die Übernahme der Mehrheitsanteile an der Quarterwave GmbH Berlin, 2001 die Übernahme der Mehrheitsanteile an der SwissOptic AG. 2004 wurde daraus die 100%ige Übernahme der SwissOptic AG und die Integration der Quarterwave GmbH in die Berliner Glas. Ein Jahr später übernahm Berliner Glas die Mehrheit an der Prinz Optics GmbH und erwarb damit ein Verfahren zur Sol-Gel-Tauchbeschichtung.
Nach Ausbau des Standortes Schwäbisch Hall folgten im Jahr 2006 die Gründung der Berliner Glas SwissOptic Wuhan in China und der Ausbau der TEGLA-Fertigung zur Glasätzung. 2008 beschlossen die Prinz Optics GmbH und die TEGLA GmbH die Verschmelzung beider Unternehmen zu Berliner Glas Surface Technology. Ein Jahr später wurde in den Hauptstandort Berlin investiert und durch einen Neubau von 8500 m² Fläche die Produktionsfläche auf 27.500 m² erweitert. Im Jahr 2017 wurde ein Gebäude in direkter Nachbarschaft erworben. Dadurch wuchs die Produktionsfläche um weitere 4280 m² an. Das Unternehmen erwirtschaftete 2020 mit mehr als 1600 Mitarbeitern einem Umsatz von rund 248 Mio. EUR und hatte Fertigungsstandorte in Deutschland, der Schweiz und der Volksrepublik China.
Im Juli 2020 wurde die Übernahme von Berliner Glas durch den niederländischen Halbleiter-Anlagenbauer ASML verkündet, am 2. November 2020 wurde die Transaktion abgeschlossen.  Anfang des Jahres 2021 wurde im Rahmen eines Rechtsformwechsels die Berliner Glas KGaA Herbert Kubatz GmbH & Co. in die Berliner Glas GmbH umgewandelt. Ende April wurde die Sparte Technisches Glas an das Schweizer Familienunternehmen Glas Trösch verkauft. Der übrige Teil des Unternehmens benannte sich Anfang Dezember 2021 in ASML Berlin GmbH um.
Seit 2024 hat das Unternehmen im Behrens-Bau in Berlin-Oberschöneweide Büroflächen angemietet.